# Dyłym
Dyłym (ros. Дылым) – wieś w Rosji, w Dagestanie, w rejonie kazbiekowskim. W 2010 liczyła 8640 mieszkańców, głównie Awarów.

## Urodzeni
- Alibiekgadży Emiejew – rosyjski zapaśnik.